# Tjukotskij autonome okrug
Tjukotskij autonome okrug (russisk: Чукотский автономный округ, tr. Tjukotskij avtonomnyj okrug) er en autonom okrug og en føderal enhed i Rusland. Administrativt er okrugen en del af Magadan oblast. Okrugen omfatter hele Tjuktjerhalvøen, en del af fastlandet samt Wrangeløen, Ajonøen, Ratmanovøen og andre. Okrugens administrative center er Anadyr. Tjukotskij er både Ruslands og det eurasiske kontinents nordøstligste område. Øst for området, på den modsatte side af Beringstrædet, ligger den amerikanske delstat Alaska.

## Geografi
Okrugen er omgivet af det Østsibiriske hav og Tjuktjerhavet, det Ishavet, Beringshavet og Stillehavet.
I okrugen finder man Ruslands østligste punkt Ratmanovøen, det eurasiske fastlands østligste punkt Desjnjov-næsset, (dansk: Østkap). Området et hjemsted for Ruslands nordligste by Pevek, den østligste Anadyr samt den allerøstligste helårsbebyggelse Uelen.

## Klima
Tjukotskijs klima er koldt. Om sommeren er der ved kysterne omkring 9 °C i juli. Om vinteren er havet tilfrosset, og temperaturen falder ned til -25 °C i gennemsnit i januar.

## Plantevækst
Vegetationen består overvejende af tundra.

## Erhverv og økonomi
I Tjukotskij findes store forekomster af mineraler, herunder guld, tin, bly, zink og kul.
Andre næringsveje er jagt, renavl og fiskeri. Man satser desuden på turisme, især fra USA. Det har tidligere ikke været muligt på grund af områdets status som militært sikkerhedsområde i sovjettiden, og derfor findes der kun få hoteller med mere. Turismen fra USA er forekommet i en årrække i beskeden skala, idet okrugens myndigheder har hjulpet et amerikansk flyselskab med de militære besøgstilladelser og andre praktiske problemer. I Bilibino findes Bilibino atomkraftværk.
Tjukotskij har få veje, og flyvning er det vigtigste transportmiddel for persontransport. Der forekommer tillige kystfart, som dog kun sejler ved sikre isforhold.

## Historie
Det menes, at Tjukotskij først blev befolket for omkring 8.400 år siden af jægere fra Central- og Østasien. Der fandtes da en skovbevokset landbro mellem Alaska og Asien, Beringia, som de amerikanske indianeres, eskimoernes og aleuternes forfædre krydsede for at bosætte sig på det amerikanske kontinent. På denne tid levede mammutter, uldhåret næsehorn og andre uddøde dyr i området. Befolkningen var ikke nomader, men havde faste bopladser.
Da klimaet forandredes, forandredes også dyrelivet. Hele folkegrupper vandrede bort eller sultede ihjel. Dette bidrog også til, at mange folkegrupper begyndte en nomadisk livsstil.
I dag kan finder man mange spor efter Tjukotskijs stenalderbefolkning, herunder indristninger på stenblokke omkring Pegtymelflodens udmunding, fortrinsvis silhuetter af dyr.
Tjukterne ændrede kun lidt på deres levevis, indtil russiske kosakker begyndte at udforske området. Kosakkerne havde til opgave at udvide det russiske rige og lægge befolkningen ind under zarens styre. De første århundreder prægedes af stridigheder mellem kosakker og tjuktere. Tjukterne beherskede krigskunsten og var det urfolk, der længst holdt stand mod de indtrængende europæere.

## Befolkning
De vigtigste byer i Tjukotskij er hovedbyen Anadyr, havnebyen Providenija, kraftværksbyen Bilibino samt Pevek. Derudover er der yderligere 13 mindre bymæssige bebyggelser.
Med Tjukotskij oprindelige befolkning menes oftest tjuktere og mindre grupper af jupig'er ("asiatiske eskimoer") ved halvøens østkyst, foruden de mindre folkeslag korjaker, tjuvantser, evener og jukagirer, der lever i indlandet og hver udgør mindre end tusind individer. I sovjettiden skete en kraftig tilflytning til okrugens industrier og servicefag fra Sovjetunionens europæiske dele, især af russere, hviderussere og ukrainere. I dag udgør etniske russere ca. 60% af befolkningen.

## Administrativ historie
- Den Tjuktiske nationale okrug blev oprettet den 10. december 1930 som en del af det Fjernøstlige territorium. Da territoriet i 1932 blev inddelt i regioner beholdt den sin status og sine grænser som en selvstændig national okrug, som administrativt stod under territoriet.
- Den 22. juli 1934 besluttede den Centrale Eksekutivkomité (centralregeringen) at indlemme den Tjuktiske og Korjakiske nationale okrug i Kamtjatka oblast. Denne omlægning var dog mest formel, da okrugens område i praksis var underlagt styrelsen "Dalstroj", som helt og holdent administrerede de områder, den havde under sig.
- Den 28. maj 1951 besluttede Øverste sovjets præsidium at okrugen skulle lægges direkte under Khabarovsk-territoriet. Fra 3. december 1953 blev den en del af Magadan oblast
- I 1980 vedtoges en ny lov om den Russiske Socialistiske Føderative Sovjetrepublik som følge af den ny grundlov for USSR af 1977, og den Tjukotskij nationale okrug ændrede navn til Tjukotskij autonome okrug.
- Den 16. juli 1992 kom okrugen direkte under den Russiske Føderation og var ikke længere en del af Magadan oblast.

## Politik
I 2000 blev Roman Abramovitj valgt som Tjukotskijs guvernør. Han afgik før tiden i 2008 og blev i 2009 afløst af Roman Kopin.